# Venezuelas riksvapen
Venezuelas riksvapen har följande utseende: ymnighetshornen ovanför vapenskölden symboliserar välstånd och sädeskärven står för enighet och fruktbarhet. Vapen tillsammans med nationsflaggorna på skölden visar militära segrar och vildhästen är en symbol för friheten.